# 果毅後
果毅後，是臺灣臺南市柳營區的一個傳統地域名稱，位於該區東南部。相較於今日行政區，其範圍大致包括旭山里不含北部凸出部分、果毅里、神農里東大半部。
本地區境內主要聚落為果毅後，設有果毅國小，另有尖山埤水庫位於本地區北部。陳永華墓位於此處。1966年，於此地發現上護軍驃騎將軍蔣公墓誌銘。

## 歷史
台灣日治初期，果毅後地區為一街庄，稱為「果毅後庄」，隸屬於果毅後堡。該庄昔日北與大腳腿庄、山仔腳庄、二重溪庄為鄰，東北與牛肉崎庄為鄰，東與前大埔庄為鄰，東南與九重橋庄為鄰，南邊為水流東庄、王爺宮庄、六甲庄，西邊為水漆林庄、新厝庄。
1901年（日治明治三十四年）11月11日，全台廢縣廳改設二十廳，該庄隸屬於鹽水港廳。1904年（明治三十七年）4月1日，該庄編入「果毅後區」，隸屬於鹽水港廳。1906年（明治三十九年）4月1日，鹽水港廳內管轄區域調整，該庄仍隸屬於「果毅後區」。1909年（明治四十二年）10月25日，全台合併二十廳為十二廳，果毅後區改隸屬於嘉義廳。1920年（大正九年）10月1日，全台地方制度大改正，廢十二廳改設五州二廳，該庄改制為「果毅後」大字，隸屬於臺南州新營郡柳營庄。
戰後柳營庄改制為柳營鄉，隸屬於臺南縣，大字亦改制為村。1950年10月25日，雲、嘉、南分治，柳營鄉仍隸屬於臺南縣。2010年12月25日，臺南縣、市合併為直轄臺南市，柳營鄉改制為柳營區，村亦改制為里。

## 聚落
本地區發展較早的聚落為果毅後、山豬滔（山豬陷，已消失）、鳥湖（已消失），在日治期初期的官方地圖上已有記載。

## 交通
國道3號又稱「福爾摩沙高速公路」，是貫穿臺灣西部的兩條縱向高速公路之一，經過本地區中西部，並於北部邊界外不遠處的區道南316線交會口設有柳營交流道。由此可快速前往國道3號沿線各地。
市道165號是後庄至官田的道路，經過本地區主聚落。由該道路北行可前往東山區、白河區、嘉義縣水上鄉東部、中埔鄉西部下六地區的後庄，並止於省道台18線路口；南行可前往六甲區、官田區，並止於省道台1線路口。
市道174號是北門區蘆竹溝至橫路的道路，經過本地區南部邊界地帶。由該道路西行可前往六甲區、下營區、學甲區、北門區南部，並止於溪底寮地區的蘆竹溝聚落；東行可前往東山區東南部，並止於下南勢地區橫路聚落附近的市道175號路口。
區道南81線是後壁至南湖口的道路，經過本地區主聚落，其中部分路段與市道165號共線。
區道南106線是新吉庄至牛稠仔的道路，其西側端點（起點）位於本地區北部略偏西的市道165號路口。
區道南106-1線是山豬陷至西湖港的道路，經過本地區東部。
區道南106-2線是山仔腳至新吉莊的道路，其南側端點（終點）位於本地區北部的區道南106線路口。
區道南112線是大洲埔至果毅後的道路，其東側端點（終點）位於本地區主聚落西側的市道165號路口。

## 學校
- 果毅國小

## 水利設施
- 尖山埤水庫